# Le Bal des vampires (comédie musicale)
Pour les articles homonymes, voir Le Bal des vampires (homonymie).
Le Bal des vampires (Tanz der Vampire) est une comédie musicale de Jim Steinman et Michael Kunze, tirée du film réalisé par Roman Polanski en 1967. Le musical a été créé le 4 octobre 1997 dans une mise en scène de Polanski à Vienne au Raimund Theater.

## Argument
Alfred, étudiant apeuré, est à la recherche de son compagnon et mentor le professeur Abronsius perdu dans la neige de Transylvanie. Celui-ci mène une expédition scientifique dans le but de prouver aux incrédules de Königsberg ses théories sur le vampirisme. Alfred le retrouve complètement gelé et l'emporte avec lui.
A l'auberge où ils sont recueillis, le professeur et son assistant trouvent un premier indice de la présence de vampires : l'abondance d'ail. Mais les gens des environs nient l'existence de vampires. L'aubergiste, Chagal, refuse même de reconnaître la présence d'un château à proximité.
Pendant qu'Abronsius poursuit ses tentatives pour dénicher des vampires, Alfred s'éprend de Sarah, la charmante fille de l'aubergiste. Mais le jeune étudiant a un rival de taille, le comte Graf von Krolock, un vampire qui a également des vues sur la jolie Sarah.
Lorsque cette dernière fuit son existence ennuyeuse pour rejoindre le château du comte, Alfred et  Abronsius se lancent à sa rescousse. Le tandem se retrouve convié bien malgré lui au bal des vampires...

## Synopsis détaillé[1]

### Acte I
Fin du XIXe siècle, dans un coin reculé des Carpates.
Le professeur Abronsius, un vieil érudit excentrique, flanqué de son jeune assistant maladroit Alfred, arrivent dans un petit shtetl. Ici, ils espèrent légitimer la théorie du professeur. En effet, Abronsius, farouchement convaincu de l'existence des vampires, est devenu la risée de Königsberg pour ses croyances jugées fantasques...
Surpris par une tempête de neige (He, Ho, He), ils sont recueillis par Chagal. Cet aubergiste lubrique passe le plus clair de son temps libre à convoiter Magda, la jolie femme de chambre, au grand dam de sa femme Rebecca (Knollauch – Ail).
Le professeur remarque vite les innombrables gousses d'ail accrochées un peu partout sur les maisons et portées au cou des villageois. Or, l'ail est réputé pour tenir à l'écart les suceurs de sang... Fou de joie, Abronsius pense toucher au but et se met aussitôt à harceler Chagal pour obtenir des informations. Les habitants, visiblement effrayés, feignent l'ignorance et réduisent au silence l'idiot du village. Ce dernier parvient tout de même à bredouiller une indication sur un château et le maître des lieux, un comte à la sinistre réputation.
A l'auberge de Chagal, où le professeur a décidé de séjourner, Alfred explore les chambres de l'étage (Bitte, meine Herren – S'il vous plaît, Messieurs). Il tombe par hasard sur Sarah, la fille de leur hôte. L'intéressée s'avère l'exact opposé de ses parents, des gens frustres et grossiers. C'est une charmante demoiselle, dotée d'une magnifique chevelure rousse, vive d'esprit, raffinée et rêveuse, qui n'a pas encore dix-sept ans. Alfred s'éprend aussitôt de la belle.
Or, Chagal s'avère très protecteur envers sa progéniture, allant jusqu'à barricader sa chambre et l'empêchant de se laver tant que le tandem sera encore dans les parages (Eine schöne Tochter ist ein Segen – Une belle fille est une bénédiction). Sarah est outrée par cette décision : le bain est son unique moment de plaisir. La demoiselle peine à s'épanouir dans un milieu si rustre, elle est en conflit permanent avec ses parents et se sent étouffée dans ce patelin qui n'a rien à lui offrir.
Cette nuit-là est riche en rebondissements romanesques. Alfred et Sarah se découvrent une attirance mutuelle. Chagal essaie en vain de s'introduire dans le lit de Magda. Abronsius, au mauvais endroit au mauvais moment, est brutalement frappé à la tête par Rebecca (Nie geseh'n – Jamais vu). À l'insu des habitants, tard dans la nuit, Sarah écoute la sérénade d'un mystérieux inconnu. L'étranger lui promet la vie et le pouvoir éternels (Gott ist tot – Dieu est mort)...
Le lendemain matin, le professeur surprend une discussion entre Chagal et Koukol, un être difforme vivant quelque part dans les bois (Alles ist hell – Tout est clair). Le bossu s'enquiert d'un homme étrange (Wahrheit – La vérité) mais Chagal refuse d'aborder le sujet.

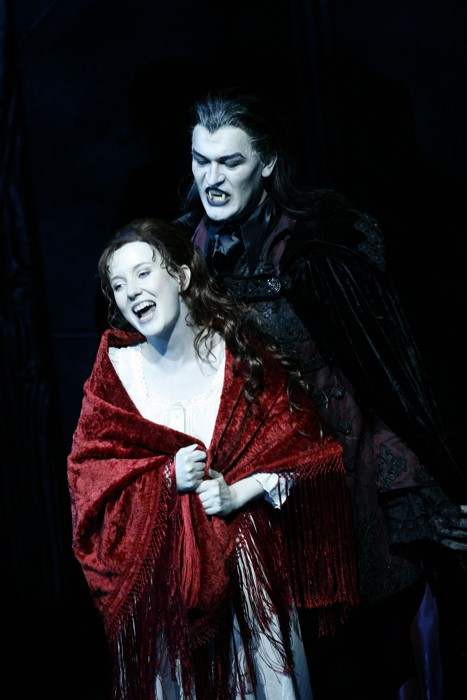
Krolock envoûte Sarah.

La nuit suivante, Sarah persuade Alfred de renoncer à ses ablutions pour qu'elle-même puisse en profiter (Du bist wirklich sehr nett – Tu es vraiment très gentil). Alors que la jeune fille barbote au milieu des bulles, le comte Graf von Krolock, un vampire aristocrate, s'introduit dans la salle de bain par le toit. Il révèle être celui qui, la veille, a captivé Sarah par son chant et ses idées. Le comte rappelle à sa proie la vie qu'elle endure ici, sans raffinement ni liberté. Il l'invite au Bal de Minuit, une fête époustouflante qui se tiendra dans son château (Einladung zum Ball – Invitation au bal). Fascinée par Krolock, la demoiselle manque de se laisser mordre. Mais Alfred, qui espionnait par la serrure, appelle à l'aide. Chagal et Rebecca déboulent aussitôt, furieux. Le père de Sarah la punit et lui interdit de quitter la maison.
Plus tard dans la nuit, Koukol retourne à l'auberge. Le bossu est en réalité le serviteur dévoué du comte. Il dépose sur le pas de la porte un paquet rouge à l'attention de Sarah. L'intéressé se faufile dehors pour s'en saisir et découvre de superbes bottes écarlates (Die roten Stiefel – Les Bottes rouges).
Alfred sort à son tour et lui déclame sa flamme (Draußen ist Freiheit – Dehors, c'est la liberté). Tous deux envisagent de partir ensemble et Sarah demande à Alfred d'aller chercher ses affaires, dont la fameuse éponge qui lui offrait tant de réconfort lors de ses bains. Son prétendant obtempère.
Restée seule, Sarah rêvasse sur le fameux bal des vampires, une réception qu'elle imagine grandiose et romantique. Finalement, elle ne peut se résoudre à manquer un tel événement. Elle décide d'accepter l'invitation du comte (Stärker als wir sind – Plus fort que nous) et s'enfuit dans la forêt pour le retrouver. S'apercevant de sa disparition, Alfred commence à paniquer ; Chagal et Rebecca se précipitent mais il est trop tard. Chagal s'enveloppe d'ail et parcourt les bois à la recherche de sa fille.
Le lendemain matin, le corps gelé de l'aubergiste est retrouvé ; Rebecca est dévastée (Trauer um Chagal – Deuil pour Chagal). Abronsius découvre de petites blessures sur toute la dépouille, telles des morsures. Les villageois, toujours dans le déni, supposent qu'elles sont des morsures infligées par un loup, une meute rodant dans les environs. Le professeur tend à Rebecca un pieu en bois : il lui explique qu'elle doit transpercer le cœur de Chagal pour l'empêcher de ressusciter sous sa forme vampirique. Hystérique, Rebecca chasse Abronsius et Alfred. Elle recouvre son mari d'un drap et jure qu'elle ne laissera personne profaner son repos.

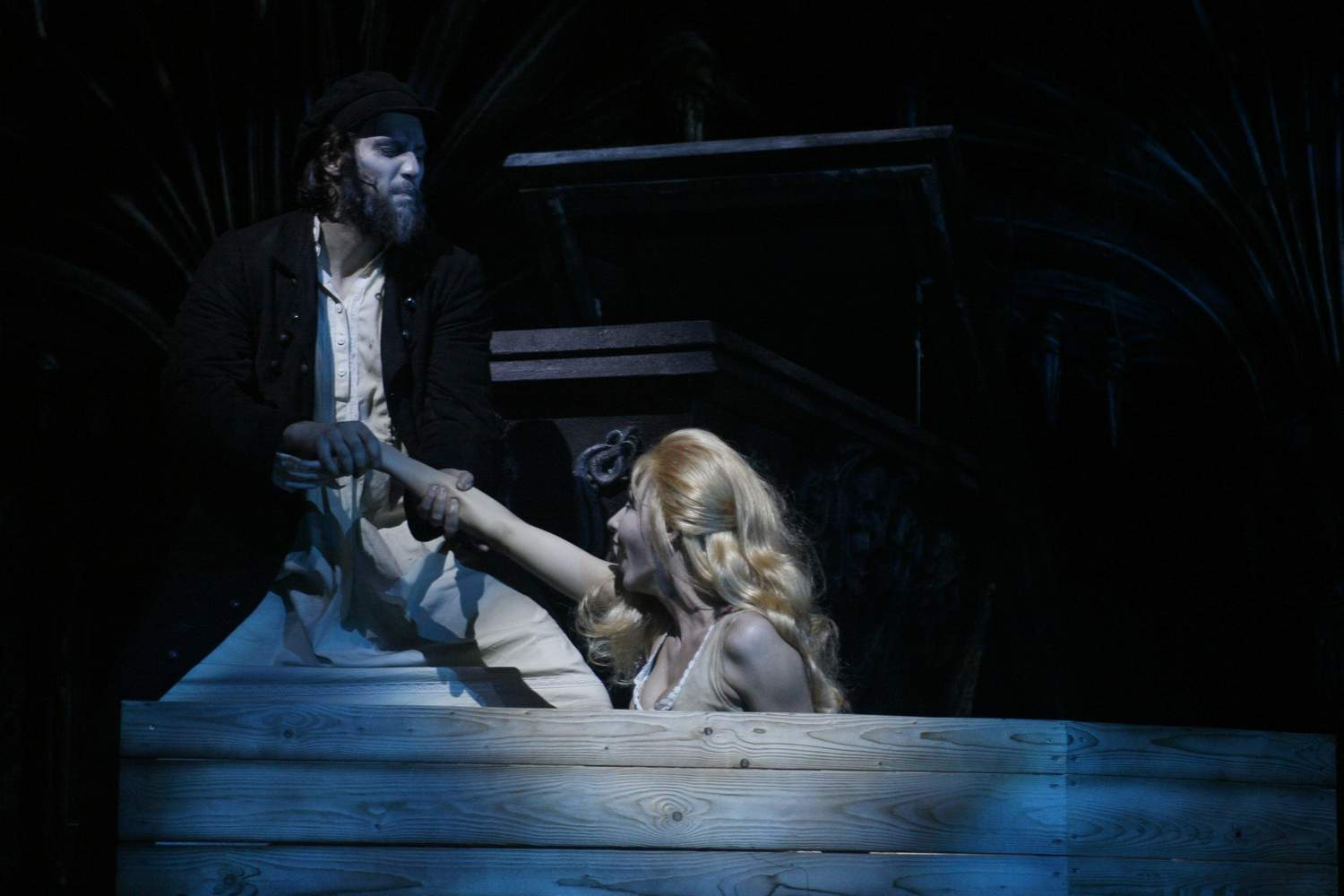
La relation de Chagal et Magda, compliquée jusque dans la mort...

Au milieu de la nuit, Magda descend furtivement pour examiner le corps de Chagal, exprimant des sentiments mitigés quant à sa mort (Tot zu sein ist komisch – Être mort est étrange). Soudain, l'aubergiste se redresse et l'agresse. La femme de chambre tente de le repousser à l'aide d'un crucifix mais étant de confession juive, Chagal est totalement indifférent au symbole chrétien. Il parvient à la maîtriser et se gave de son sang, la tuant au passage.
Alfred et le professeur s'introduisent à leur tour pour mettre Chagal hors d'état de nuire mais, à la place, ils découvrent le cadavre de Magda. Une course-poursuite s'engage et les deux hommes finissent par coincer le vampire. Ce dernier implore leur clémence. S'ils l’épargnent, il s'engage à les guider jusqu'au château de Krolock où sa fille est supposée être retenue.
Chagal conduit Alfred et son mentor au pied d'une immense bâtisse aux confins des bois (Durch die Wildnis zum Schloß – À travers le désert jusqu'au château). Ils sont accueillis par le comte von Krolock et son fils flamboyant, Herbert. L'héritier du comte est immédiatement attiré par Alfred (Vor dem Schloß – Devant le château). Krolock propose aux voyageurs de séjourner dans son domaine et ces derniers acceptent à contrecœur l'invitation...

### Acte II
Alors qu'elle se promène dans les couloirs sombres et déserts du château, Sarah réfléchit à la relation qu'elle entretient avec le comte. Ce dernier semble l'accueillir courtoisement. En réalité, il résiste difficilement à ses pulsions et prévoit d'accomplir sa morsure lors du bal, le lendemain soir (Totale Finsternis – Éclipse totale).
En parallèle, Alfred et le professeur se trouvent dans une chambre d'amis située dans une autre aile de la demeure. A peine endormi, le jeune assistant est victime de cauchemars terrifiants, où il ne parvient pas à sauver Sarah des vampires sanguinaires (Carpe Noctem – Saisir la nuit).
Au matin, Alfred se lance à la recherche de Sarah et rêve de fuir le château avec elle (Ein perfekter Tag / Für Sarah – Un jour parfait / Pour Sarah). Abronsius, pour sa part, est surtout obnubilé par le fait d'anéantir les Krolock. Quoi qu'opposé à l'idée de tuer quiconque, son assistant le suit. Alfred et le professeur se rendent à la crypte (In der Gruft – Dans la crypte) où ils localisent le père et le fils. En voulant y pénétrer, le professeur se retrouve coincé sur une pique, suspendu de façon burlesque dans le vide. Il charge Alfred de tuer les vampires. Tétanisé, le jeune homme ne peut se résoudre à leur planter un pieu dans le cœur. Avant que le professeur ne puisse mettre au point un autre plan, un bruit suspect se fait entendre. Le tandem fuit la crypte au moment même où Chagal se rend sur place avec le cercueil de Magda. La femme de chambre en sort, transformée en vampire, et consent finalement à coucher avec son ancien patron.

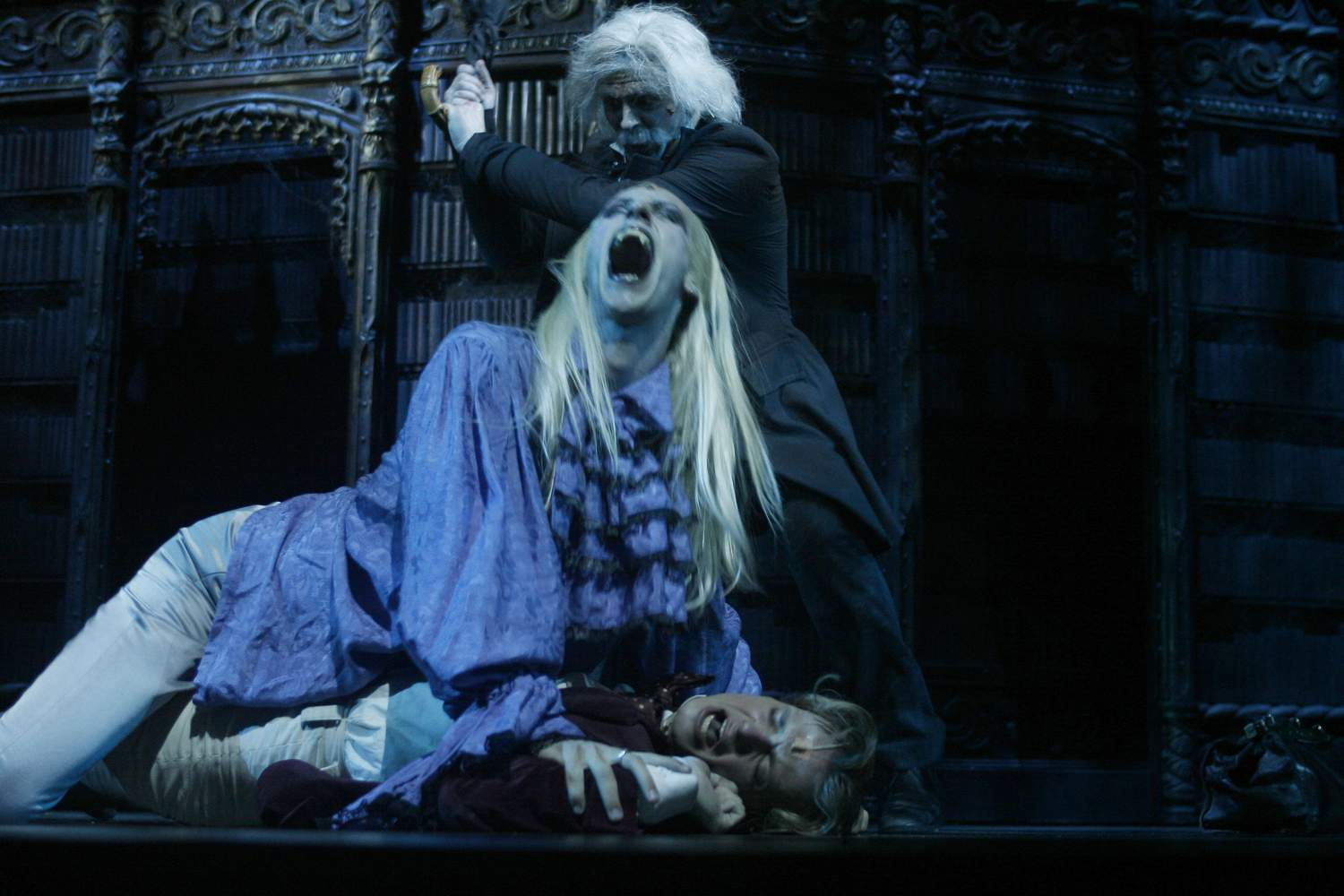
Abronsius sauve Alfred des griffes d'Herbert, le fils de Graf von Krolock.

Alfred et le professeur continuent de fouiller les moindres recoins du château. Ils se séparent dans la bibliothèque (Bücher, Bücher – Livres, Livres). Alfred tombe sur une chambrette où il trouve Sarah dans son bain, apparemment indemne. Alfred la supplie de partir dès maintenant mais Sarah refuse : elle veut rester pour le Bal de Minuit. Elle persuade le garçon de quitter la pièce, prétextant qu'ils se retrouveront plus tard dans la bibliothèque (Noch mehr Bücher – Encore plus de livres) et qu'elle doit s'habiller.
Cependant, lorsqu'Alfred revient, Sarah s'est volatilisée et Herbert se trouve à sa place. Le fils du comte flirte outrageusement avec le jeune homme. Confus et terrifié, sa proie peine à lui échapper (Wenn Liebe in dir Ist – Quand l'amour est en toi). Herbert finit par se jeter au cou d'Alfred pour le mordre. Arrivé in extremis, Abronsius intervient et frappe le vampire avec un parapluie, poussant ce dernier à battre en retraite.
Alfred et son mentor parviennent à s'enfuir mais, une fois dehors, ils s'aperçoivent que le crépuscule est déjà là. Le soleil décline inexorablement et ils sont désormais à la merci du mal. Ils se retrouvent face à face avec Krolock, qui se moque de la tentative naïve du professeur de le détruire (Sie irren, Professor – Vous avez tort, Professeur). Sous leurs yeux horrifiés, ils voient une foule de vampires surgir d'un cimetière voisin et se diriger vers la salle de bal (Ewigkeit – Éternité).
Tandis que ses invités affluent, Krolock repense à sa damnation douloureuse en tant que mort-vivant ; il relate notamment la perte de certaines conquêtes sentimentales, une femme innocente séduite à l'été 1617 qu'il n'a pas pu préserver de sa soif ou le jeune écuyer de l'Empereur Napoléon Bonaparte qui a eu le malheur de croiser sa route durant le printemps 1813 (Die unstillbare Gier – L'Avidité insatiable). Alfred est surpris et touché de l'entendre exprimer ainsi sa souffrance. Le professeur, lui, se borne à considérer le comte comme un simple monstre.

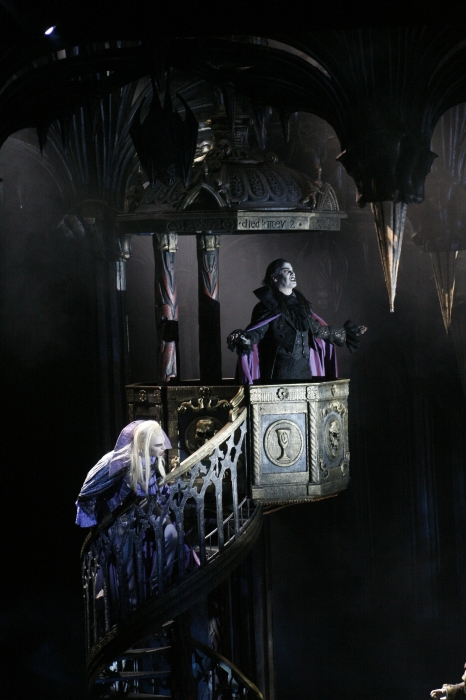
Les Krolock père et fils inaugurent leur fabuleux bal des vampires en présence de leurs amis morts-vivants.

Les vampires étant tous réunis, le bal commence (Tanzsaal – La Salle de Danse). Alfred et Abronsius s'infiltrent sur place, déguisés en morts-vivants. Le comte von Krolock apparaît en haut des escaliers pour présenter son « invitée », qu'il interdit à quiconque de toucher. Sarah fait son apparition, vêtue d'une remarquable robe rouge. Elle s'approche de Krolock qui la marque aussitôt de sa morsure. Le comte prend une Sarah affaiblie pour cavalière, tandis que les autres convives les rejoignent pour un menuet.
Profitant d'un moment de distraction de la part du comte, Alfred et le professeur prévoient de faire sortir la jeune fille en douce. Malheureusement pour eux, alors qu'ils sont sur le point de réussir, un immense miroir se dévoile : leur subterfuge est aussitôt révélé car ils sont seuls les humains possèdent un reflet, à l'inverse des vampires. Krolock lance ses sbires sur eux mais les fuyards parviennent à former une croix improvisée avec deux candélabres, engendrant une confusion chez les suceurs de sang.
Les trois rescapés s'enfuient tandis que Krolock, ivre de rage, charge Koukol de lui ramener Sarah. Le bossu poursuit le trio à travers les bois mais il est attaqué par les loups. La meute le dévore et Koukol connaît une fin atroce.
Alfred, Abronsius et Sarah s'arrêtent sur une petite colline pour souffler après leur folle cavalcade dans la forêt. Le jeune homme réitère ses sentiments pour Sarah et les tourtereaux s'enlacent (Draußen ist Freiheit : Reprise – Dehors est la liberté : Reprise). Mais Sarah, déjà transformée en vampire, mord Alfred en pleine déclaration. Il devient également un damné. Tous deux s'éclipsent dans les bois, conquis par leur nouvelle condition d'immortels. Quant au professeur, trop absorbé par ses notes, il ne s'aperçoit de rien. Il est désormais bien trop tard pour agir...
Durant l'épilogue, les vampires victorieux se réjouissent de leur danse éternelle (Der Tanz der Vampire – Danse des vampires).

## Fiche technique[2]
- Titre : Tanz der Vampire
- Livret et paroles : Michael Kunze d'après le film Le Bal des vampires scénarisé par Gérard Brach et Roman Polanski
- Musique : Jim Steinman
- Arrangements et supervision musicale : Michael Reed
- Direction musicale : Adrian Werum
- Mise en scène : Roman Polanski
- Chorégraphie : Dennis Callahan
- Décors : William Dudley
- Société de production : VBW Productions
- Costumes et maquillage : Sue Blane
- Lumières : Hugh Vanstone
- Son : Richard Ryan

## Chansons originales

### Acte I
- Ouvertüre, Orchester
- He ho he, Alfred
- Knoblauch, Rebecca, Magda, Chagal, Dorfbewohner
- Bitte, meine Herren, Alfred, Professor Abronsius, Chagal, Sarah
- Eine schöne Tochter ist ein Segen, Chagal, Sarah
- Nie geseh’n (Ein Mädchen, das so lächeln kann), Alfred, Sarah, Chagal, Rebecca, Magda, Professor Abronsius
- Gott ist tot, Graf von Krolock, Sarah
- Alles ist hell, Chagal, Rebecca, Magda, Koukol, Sarah
- Wahrheit, Professor Abronsius, Alfred, Chagal, Magda, Rebecca, Sarah
- Du bist wirklich sehr nett, Alfred, Sarah
- Einladung zum Ball, Graf von Krolock, Sarah
- Chaos im Badezimmer, Sarah, Alfred, Professor Abronsius, Chagal, Rebecca, Koukol
- Draußen ist Freiheit, Sarah, Alfred
- Die roten Stiefel, Sarah (stumm), Vampire
- Stärker als wir sind, Sarah, Graf von Krolock, Vampire
- Das Gebet, Sarah, Alfred, Graf von Krolock, Rebecca, Chagal, Magda, Dorfbewohner
- Sarahs Flucht, Alfred, Sarah, Chagal, Rebecca
- Trauer um Chagal, Alfred, Professor Abronsius, Rebecca, Magda, Dorfbewohner, Chagal
- Tot zu sein ist komisch, Magda, Chagal, Professor Abronsius, Alfred
- Durch die Wildnis zum Schloss, Chagal, Alfred, Professor Abronsius
- Vor dem Schloss, Alfred, Professor Abronsius, Graf von Krolock, Herbert, Vampire

### Acte II
- Entr'acte, Orchester

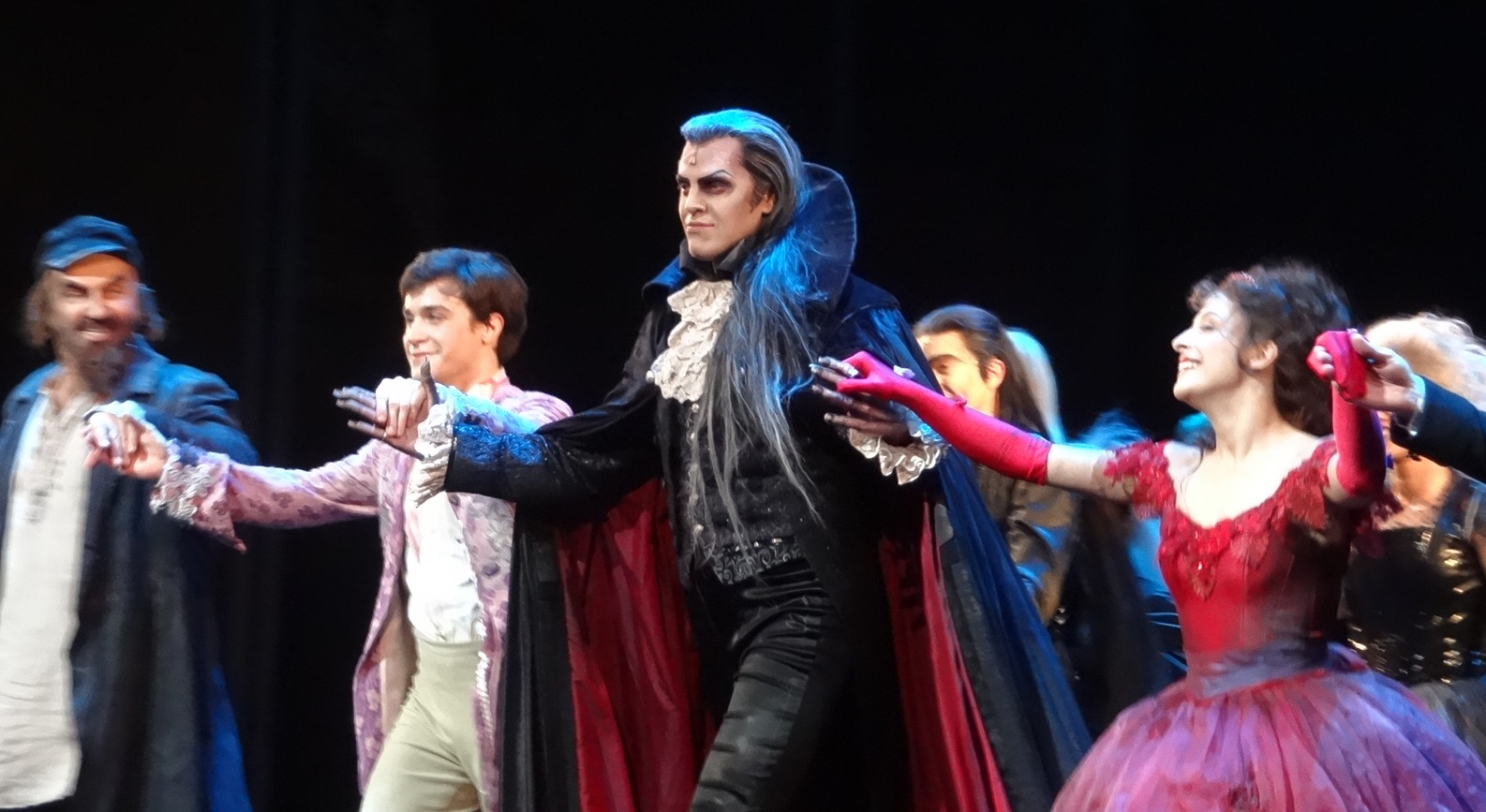
Les saluts de Tanz der Vampire, Theater des Westens à Berlin en juin 2013.

- Totale Finsternis, Graf von Krolock, Sarah, Ahnen des Grafen
- Carpe Noctem, Magda, Herbert, Nightmare-Vampire
- Ein perfekter Tag, Koukol, Alfred, Professor Abronsius
- Für Sarah, Alfred
- Die Gruft, Alfred, Professor Abronsius, Chagal, Magda, Koukol
- Bücher, Alfred, Professor Abronsius
- Badezimmer, Alfred, Sarah
- Für Sarah, Alfred
- Noch mehr Bücher, Alfred, Professor Abronsius
- Wenn Liebe in Dir ist, Herbert, Alfred, Professor Abronsius
- Sie irren Professor (He ho he Reprise), Graf von Krolock, Professor Abronsius, Alfred, Koukol
- Ewigkeit, Vampire
- Die unstillbare Gier, Graf von Krolock
- Sie haben Gefühle, Alfred, Professor Abronsius
- Tanzsaal, Graf von Krolock, Sarah, Alfred, Professor Abronsius, Herbert, Koukol, Vampire
- Flucht, Alfred, Sarah, Professor Abronsius, Koukol
- Draußen ist Freiheit (Reprise), Sarah, Alfred, Professor Abronsius
- Der Tanz der Vampire (Finale zweiter Akt), Professor Abronsius, Magda, Herbert, Alfred, Sarah, Graf von Krolock, Vampire

### Thèmes musicaux préexistants
De nombreuses chansons et morceaux musicaux viennent d'œuvres antérieures de Jim Steinman :
- Une des chansons les plus célèbres et thème récurrent de la comédie musicale, Totale Finsternis (Eclipse totale) correspond à la chanson Total Eclipse of the Heart, succès de Bonnie Tyler en 1983.
- La chanson du comte von Krolock Unstillbare Gier (Insatiable avidité) semble avoir pour modèle Objects In The Rear View Mirror May Appear Closer Than They Are, chanté par Meat Loaf.
- Le final du Bal des Vampires est à l'origine dans la bande originale du film Les Rues de feu, avec Tonight is what it means to be young.
- Les morceaux Gott ist tot (Dieu est mort), Einladung zum Ball (Invitation au bal) et Tanzsaal (Salle de danse) sont basés sur la chanson Original Sin qui se trouve sur l'album du même nom du groupe Pandora's Box, repris plus tard par Meat Loaf dans Welcome to the Neighbourhood.
- La chanson Ewigkeit (Éternité) provient d'un autre musical de Steinman intitulé Neverland et se trouve également chanté par Meat Loaf dans Great Boleros of Fire (Live Intro) extrait de Bat Out of Hell – 25th Anniversary Edition.
- Vor dem Schloss (Devant le château) provient également du musical de Steinman Neverland et correspond au titre City Night. La ligne mélodique est aussi dans Left In The Dark de l'album Bad For Good (retravaillée plus tard par Meat Loaf dans Welcome to the Neighbourhood mais cette fois sans la mélodie).
- L'Ouverture du musical, équivalent de la chanson The Storm, est souvent reprise dans les productions de Steinman, par exemple :
  - L'original du morceau se trouve dans le Musical de Steinman The Dream Engine sous la forme d'un solo de guitare électrique.
  - Premier titre de l'album solo de Steinman Bad for Good
  - Un extrait est utilisé au début du deuxième acte du musical de Steinman et Andrew Lloyd Webber Whistle down the Wind.
  - Intro de Seize the Night de l'album de Meat Loaf Bat Out of Hell III: The Monster Is Loose
- L'introduction de la chanson Carpe Noctem ainsi que le morceau Sink mit mir ins Meer der Zeit basés sur la chanson Come with me, we know love des musicals de Steinman More than you deserve et Neverland.
- La rapide intro au piano et guitare électrique de Carpe Noctem se trouve dans la version de Meat Loafs de Good Girls Go The Heaven (Bad Girls Go Everywhere) tiré de l'album Bat Out of Hell II: Back Into Hell, mais pas dans l'original de l'album solo de Steinman.
- La partie rapide au piano et guitare électrique du milieu de Carpe Noctem initialement parue en 1984 dans la chanson de Steinman Nowhere Fast, se trouve sur l'album Streets of Fire – Original Motion Picture Soundtrack interprétée par Fire Inc. Cette chanson est aussi l'air d'ouverture du film Les Rues de feu chanté par Diane Lane. Elle se retrouve plus tard sur l'album de Meat Loaf Bat Out of Hell II: Back Into Hell de 1993 ré-intitulé Back into Hell.
- Le morceau Das Gebet (La prière) et Stärker als wir sind (Plus forts que nous) ont été ajoutés au musical 2000 pour la production de Stuttgart.
- La chanson Carpe Noctem est apparue en 2006 comme Seize the Night sur l'album de Meat Loaf Bat out of Hell III: The Monster is Loose, cette fois-ci, c'est la version du musical qui est donc l'originale.
- La chanson Wenn Liebe in dir ist (Quand l'amour est en vous) vient de la chanson Little Bombardier, écrite par David Bowie.
- La chanson Für Sarah (Pour Sarah)vient de Milady, issue du musical de Jim Steinman The Confidence Man.
- La chanson Draussen ist Freiheit (Dehors, c'est la liberté) emprunte des éléments de Something of this Masquerade may follow, également de The Confidence Man.

### Disques
- 1998 : Tanz der Vampire – Die Höhepunkte der Welt-Uraufführung - Sélections des meilleures chansons du spectacle.
- 1998 : Tanz der Vampire – Gesamtaufnahme – Uraufführung - Album original
- 2005 : Castalbum de la production polonaise
- 2006 : Castalbum de la production japonaise
- 2007 : Castalbum de la production hongroise
- 2007 : 10 Jahre Tanz der Vampire – Das Jubiläumskonzert - Concert anniversaire pour les dix ans du spectacle.
- 2010 : Tanz der Vampire – Enregistrement live pour la nouvelle version viennoise
- 2010 : Castalbum de la production belge

## Le Bal des vampiresdans le monde
A la suite de ses débuts viennois, le spectacle s'est produit en Allemagne, à Stuttgart, Hambourg et Berlin dès les années 2000.
Le 8 octobre 2005, traduit sous le titre Taniec Wampirów, s'est célébré la Première à Varsovie (Pologne).
Jouée au Japon depuis 2006, la comédie musicale connaît un fort engouement qui engendre plusieurs revivals.
En juin 2007 la première hongroise a eu lieu à Budapest sous le titre Vámpírok Bálja.
Depuis septembre 2010 le spectacle peut se voir dans sa version flamande au Stadsschouwburg d'Anvers (Belgique) sous le nom Dans der Vampieren.
La société de production Stage Entertainment annonce la venue du spectacle en France pour l'automne 2014, dans une version traduite en français et remise en scène par Roman Polanski au théâtre Mogador. La comédie musicale a été nommée aux Globes de Cristal en 2015 dans la catégorie Meilleure Comédie Musicale.
Depuis sa conception, le spectacle a eu lieu dans les pays suivants : 
- Autriche : Vienne (1997–2000 Raimund Theater, puis en 2009–2011 à Ronacher)
- Allemagne : Stuttgart (2000–2003, 2010–2011), Hambourg (2003–2006), Berlin (2006–2008, 2011–2013), Oberhausen (2008–2010)
- États-Unis : New York, Broadway (2002–2003)
- Estonie : TallinnFinal du Bal des vampires (Taniec wampirów) à Varsovie.
- Pologne : Varsovie (du 8 octobre 2005 au 22 octobre 2006)
- Japon : Tokyo (2006-)

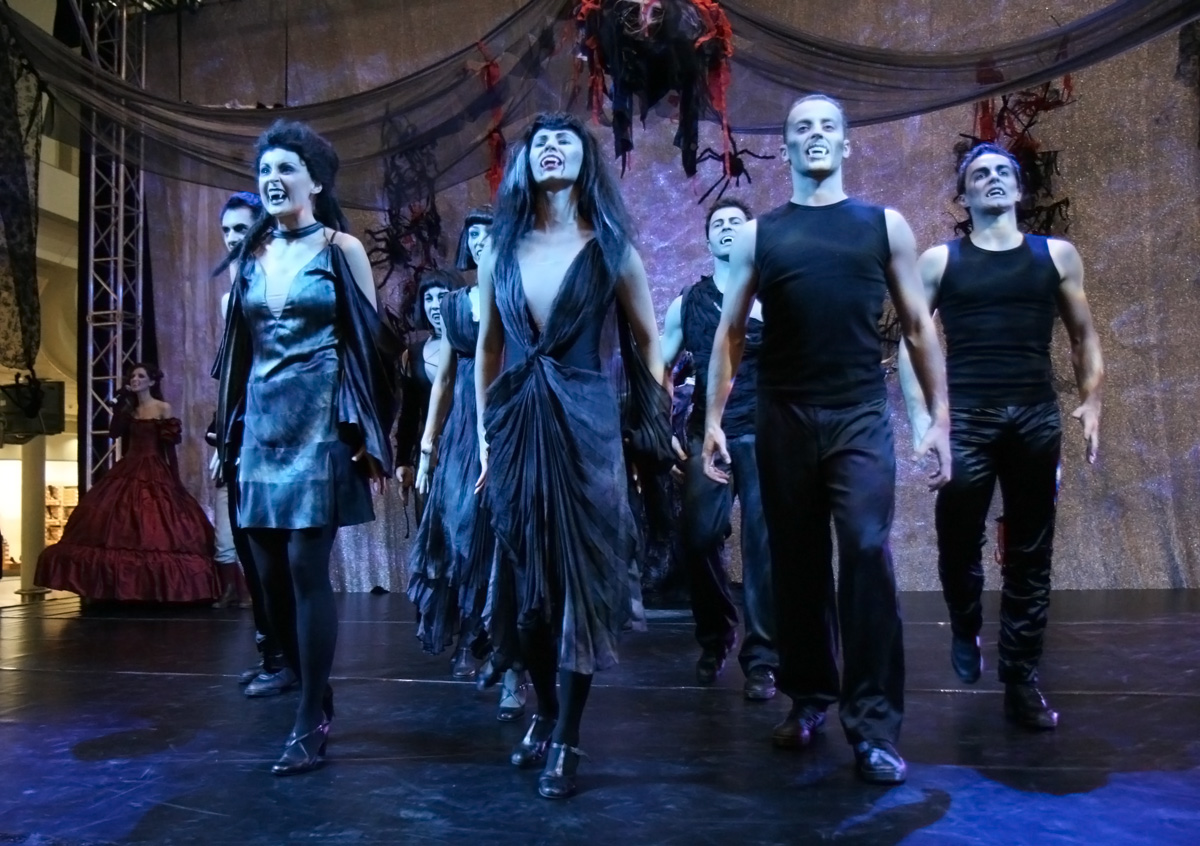
Final du Bal des vampires (Taniec wampirów) à Varsovie.

- Hongrie : Budapest (depuis le 30 juin 2007)
- Belgique : Anvers (du 9 septembre au 24 octobre 2010)
- Russie : Saint-Pétersburg (depuis septembre 2011)
- Finlande : Seinäjoki (2011-2013)
- France : Paris au Théâtre Mogador (du 16 octobre 2014 au 28 juin 2015)
- République tchèque : Prague (du 12 février 2017 au 10 juin 2018 au GoJa Music Hall)
- Suisse : Saint-Gall (du 19 février 2017 au 28 décembre 2017 au Théâtre de Saint-Gall)

## Distributions

### Distributions autrichiennes
| Personnage             | Distribution de Vienne        | Revival de Vienne    | Second revival de Vienne |
| Personnage             | 1997 - 1999                   | 2009                 | 2017                     |
| ---------------------- | ----------------------------- | -------------------- | ------------------------ |
| Comte Graf von Krolock | Steve Barton                  | Thomas Borchert      | Drew Sarich              |
| Sarah                  | - Cornelia Zenz - Misha Kovar | Marjan Shaki         | Diana Schnierer          |
| Professeur Abronsius   | Gernot Kranner                | Gernot Kranner       | Sebastian Brandmeir      |
| Alfred                 | Aris Sas                      | Lukas Perman         | Raphael Groß             |
| Chagal                 | James Sbano                   | James Sbano          | Nicolas Tenerani         |
| Rebecca                | Anne Welte                    | Katharina Dorian     | Dawn Bullock             |
| Magda                  | Eva Maria Marold              | Anna Thorén          | Marle Martens            |
| Herbert von Krolock    | Nik Breidenbach               | Marc Liebisch        | Charles Kreische         |
| Koukol                 | Torsten Flach                 | Thomas Weissengruber | Florian Resetarits       |

### Distributions allemandes
| Personnage             | Distribution de Stuttgart | Distribution de Hambourg | Distribution de Berlin | Distribution de Oberhausen | Distribution de Stuttgart | Distribution de Berlin | Tournée allemande                                                                         | Revival de Oberhausen | Revival de Stuttgart |
| Personnage             | 2000                      | 2003                     | 2006                   | 2008                       | 2010                      | 2011                   | 2016                                                                                      | 2019                  | 2021                 |
| ---------------------- | ------------------------- | ------------------------ | ---------------------- | -------------------------- | ------------------------- | ---------------------- | ----------------------------------------------------------------------------------------- | --------------------- | -------------------- |
| Comte Graf von Krolock | Kevin Tarte               | Thomas Borchert          | Thomas Borchert        | Jan Ammann                 | Jan Ammann                | Drew Sarich            | - Mark Seibert - Thomas Borchert - Mathias Edenborn - David Arnsperger - Filippo Strocchi | Filippo Strocchi      | Filippo Strocchi     |
| Sarah                  | Barbara Köhler            | Jessica Kessler          | Lucy Scherer           | Nele-Liis Vaiksoo          | Lucy Scherer              | Amélie Dobler          | - Veronica Appeddu - Maureen Mac Gillavry - Diana Schnierer                               | Diana Schnierer       | Diana Schnierer      |
| Professeur Abronsius   | Werner Bauer              | Werner Bauer             | Veit Schäfermeier      | Gernot Kranner             | Christian Stadlhofer      | Veit Schäfermeier      | - Victor Petersen - Sebastian Brandmeir                                                   | Luc Steegers          | Luc Steegers         |
| Alfred                 | Aris Sas                  | Frederik Wickerts        | Alexander Klaws        | Krisha Dalke               | Krisha Dalke              | Michael Heller         | - Tom van der Ven - Raphael Groß                                                          | Raphael Groß          | Raphael Groß         |
| Chagal                 | James Sbano               | Jerzy Jeszke             | Ulrich Wiggers         | Jerzy Jeszke               | Jerzy Jeszke              | Kai Hüsgen             | - Nicolas Tenerani - Jerzy Jeszke                                                         | Nicolas Tenerani      | Nicolas Tenerani     |
| Rebecca                | Anne Welte                | Jan Merchant             | Maike Katrin Merkel    | Heike Schmitz              | Martine de Jager          | Barbara Raunegger      | - Yvonne Köstler - Dawn Bullock                                                           | Marja Hennicke        | Dawn Bullock         |
| Magda                  | Maaike Schuurmans         | Anna Thorén              | Katja Berg             | Linda Konrad               | Linda Konrad              | Goele de Raedt         | - Merel Zeeman - Sara Jane Checchi                                                        | Anja Backus           | Anja Backus          |
| Herbert von Krolock    | Thomas Mülner             | Norbert Kohler           | Haldor Laegreid        | Florian Fetterle           | Florian Fetterle          | Marc Liebisch          | - Milan van Waardenburg - Christian Funk                                                  | Charles Kreische      | Jakub Wocial         |
| Koukol                 | Torsten Flach             | Stefan Büdenbender       | Stefan Büdenbender     | Stefan Büdenbender         | Stefan Büdenbender        | Stefan Büdenbender     | - Paolo Bianca - Arvid Johansson                                                          | Lukas Löw             | Lukas Löw            |

### Distributions européennes
| Personnage             | Distribution de Tallinn | Distribution de Varsovie | Distribution de Budapest                                 | Distribution de Anvers | Distribution de Seinäjoki | Distribution de Paris   | Distribution de Prague                    | Distribution de St. Gallen |
| Personnage             | 2000                    | 2005                     | 2007                                                     | 2010                   | 2011                      | 2014 - 2015             | 2017                                      | 2017                       |
| ---------------------- | ----------------------- | ------------------------ | -------------------------------------------------------- | ---------------------- | ------------------------- | ----------------------- | ----------------------------------------- | -------------------------- |
| Comte Graf von Krolock | Jassi Zahharov          | Łukasz Dziedzic          | - Egyházi Géza - Nagy Sándor - Feke Pál                  | Hans Peter Janssens    | Jyri Lahtinen             | Stéphane Métro          | - Marian Vojtko - Bohuš Matuš             | Thomas Borchert            |
| Sarah                  | Nele-Liis Vaiksoo       | Malwina Kusior           | - Andrádi Zsanett - Kovács Nikoletta - Nádorfi Krisztina | Anne Van Opstal        | Raili Raitala             | Rafaëlle Cohen          | - Natálie Grossová - Michaela Gemrotová   | Mercedesz Csampai          |
| Professeur Abronsius   | Rostislav Kurjev        | Robert Rozmus            | - Jegercsik Csaba - Sándor Dávid                         | Sébastien De Smet      | Esa Ahonen                | David Alexis            | - Pavel Vítek - Petr Matuszek - Jan Urban | Sebastian Brandmeir        |
| Alfred                 | Koit Toome              | Jakub Molęda             | - Sánta László - Héger Tibor - Szemenyei János           | Niels Jacobs           | Ville Salonen             | Daniele Carta Mantiglia | - Michal Bragagnolo - Lukáš Randák        | Tobias Bieri               |
| Chagal                 | Marko Matvere           | Wojciech Paszkowski      | - Pavletits Béla - Bot Gábor                             | Frank Hoelen           | Heikki Vainionpää         | Pierre Samuel           | - Jiří Zonyga - Bronislav Kotiš           | Jerzy Jeszke               |
| Rebecca                | Katrin Karisma          | Grażyna Strachota        | - Dobos Judit - Urbanovits Krisztina                     | Lulu Aertgeerts        | Leena Rousti              | Solange Milhaud         | - Magda Malá - Renáta Podlipská           | Anja Wessel                |
| Magda                  | Kaire Vilgats           | Dominika Szymańska       | - Kecskés Tímea - Balogh Anna - Stróbel Dóra             | Goele De Raedt         | Anne Vihelä               | Moniek Boersma          | - Michaela Nosková - Elis Ochmanová       | Sanne Mieloo               |
| Herbert von Krolock    | Bert Pringil            | Jakub Wocial             | - Pirgel Dávid - Posta Victor - Kamarás Máté             | Michaël Zanders        | Jouko Enkelnotko          | Sinan Bertrand          | - Tomáš Vaněk - Laco Hudec-Šubrt          | Christian Funk             |
| Koukol                 | Lauri Liiv              | Jakub Szydłowski         | - Farkas Gábor Attila - Balog János                      | James Cooke            | Antti Railio              | Guillaume Geoffroy      | - Jindřich Nováček - Tomáš Kobr           | Thomas Huber               |

### Distributions japonaises
| Personnage             | Distribution originale de Tokyo    | Revival                        | Revival                           | Revival                         | Revival                         | Revival                           |
| Personnage             | 2006                               | 2009                           | 2011 - 2012                       | 2015 - 2016                     | 2019 - 2020                     | 2025                              |
| ---------------------- | ---------------------------------- | ------------------------------ | --------------------------------- | ------------------------------- | ------------------------------- | --------------------------------- |
| Comte Graf von Krolock | Yūichirō Yamaguchi                 | Yūichirō Yamaguchi             | Yūichirō Yamaguchi                | Yūichirō Yamaguchi              | Yūichirō Yamaguchi              | - Yūichirō Yamaguchi - Yū Shirota |
| Sarah                  | - Chihiro Otsuka - Tamaki Kemmotsu | - Chihiro Otsuka - Rina Chinen | - Rina Chinen - Ai Takahashi      | - Sayaka Kanda - Mimi Maihane   | - Sayaka Kanda - Reika Sakurai  | - Rina Frank - Reno Nakamura      |
| Professeur Abronsius   | Masachika Ichimura                 | Zen Ishikawa                   | Zen Ishikawa                      | Zen Ishikawa                    | Zen Ishikawa                    | - Zen Ishikawa - Shinji Takeda    |
| Alfred                 | - Kenji Urai - Yohei Izumi         | - Kenji Urai - Yohei Izumi     | - Kenji Urai - Ikusaburō Yamazaki | - Genki Hirakata - Shinji Rachi | - Hiroki Aiba - Keisuke Higashi | - Motohiro Ōta - Takuto Teranishi |
| Chagal                 | Masahiro Sato                      | Motomu Azaki                   | Kong Kuwata                       | Kong Kuwata                     | Kong Kuwata                     | Kazumasa Koura                    |
| Rebecca                | Satomi Achiwa                      | Satomi Achiwa                  | Satomi Achiwa                     | - Satomi Achiwa - Aya Izumo     | Satomi Achiwa                   | Mayumi Myosei                     |
| Magda                  | Yuko Miyamoto                      | Sylvia Grab                    | Jennifer                          | Sonim                           | Chihiro Otsuka                  | Saho Aono                         |
| Herbert von Krolock    | Keigo Yoshino                      | Keigo Yoshino                  | Tōru Baba                         | Kōhei Ueguchi                   | Takuya Uehara                   | Julien                            |
| Koukol                 | Hajime Komoda                      | Hajime Komoda                  | Hajime Komoda                     | Hajime Komoda                   | Hajime Komoda                   | - Hajime Komoda - Konato Ito      |

### Distributions russes
| Personnage             | Distribution de St. Pétersbourgh                     | Distribution de Moscou | Revival de St. Pétersbourgh |
| Personnage             | 2011 - 2016                                          | 2016                   | 2018                        |
| ---------------------- | ---------------------------------------------------- | ---------------------- | --------------------------- |
| Comte Graf von Krolock | - Ivan Ozhogin - Rostislav Kolpakov                  | Ivan Ozhogin           | Ivan Ozhogin                |
| Sarah                  | - Elena Gazaeva - Irina Vershkova - Vera Sveshnikova | Irina Vershkova        | Aleksandra Kasparova        |
| Professeur Abronsius   | Andrej Matwejew                                      | Andrej Birin           | Andrej Matwejew             |
| Alfred                 | - Georgij Nowizkij - Igor Krol - Sergey Denisov      | Aleksandr Kazmin       | Ruslan Dawidenko            |
| Chagal                 | - Konstantin Kitanin - Aleksandr Sukhanov            | Aleksandr Sukhanov     | Oleg Krasowizkij            |
| Rebecca                | Manana Gogitidze                                     | Manana Gogitidze       | Manana Gogitidze            |
| Magda                  | - Natalija Bogdanis - Nataliya Dievskaya             | Agata Vavilova         | Nataliya Dievskaya          |
| Herbert von Krolock    | - Kirill Gordeev - Rostislav Kolpakov                | Kirill Gordeev         | Kirill Gordeev              |
| Koukol                 | - Aleksandr Tschubatyj - Anton Moschetschkow         | Leonid Schadrin        | Anton Moschetschkow         |

## Le Bal des vampiresen France
Le spectacle se joue entièrement en français au Théâtre Mogador à Paris, du 16 octobre 2014 au 28 juin 2015. Déjà à l'œuvre sur la production originale autrichienne, Roman Polanski est de retour à la mise en scène. L'adaptation française est signée par Ludovic-Alexandre Vidal et Nicolas Nebot ; il s'agit de leur troisième collaboration après Dirty Dancing et La Belle et la Bête.
Initialement annoncé dans le rôle du comte Graf Von Krolock, Dumè doit renoncer au personne pour des raisons médicales, quelques semaines avant le début des représentations. Il est remplacé par Stéphane Métro.
La comédie musicale parisienne obtient un succès colossal. Elle reçoit le Molière de la création visuelle en 2015.

### Distribution

#### Rôles principaux

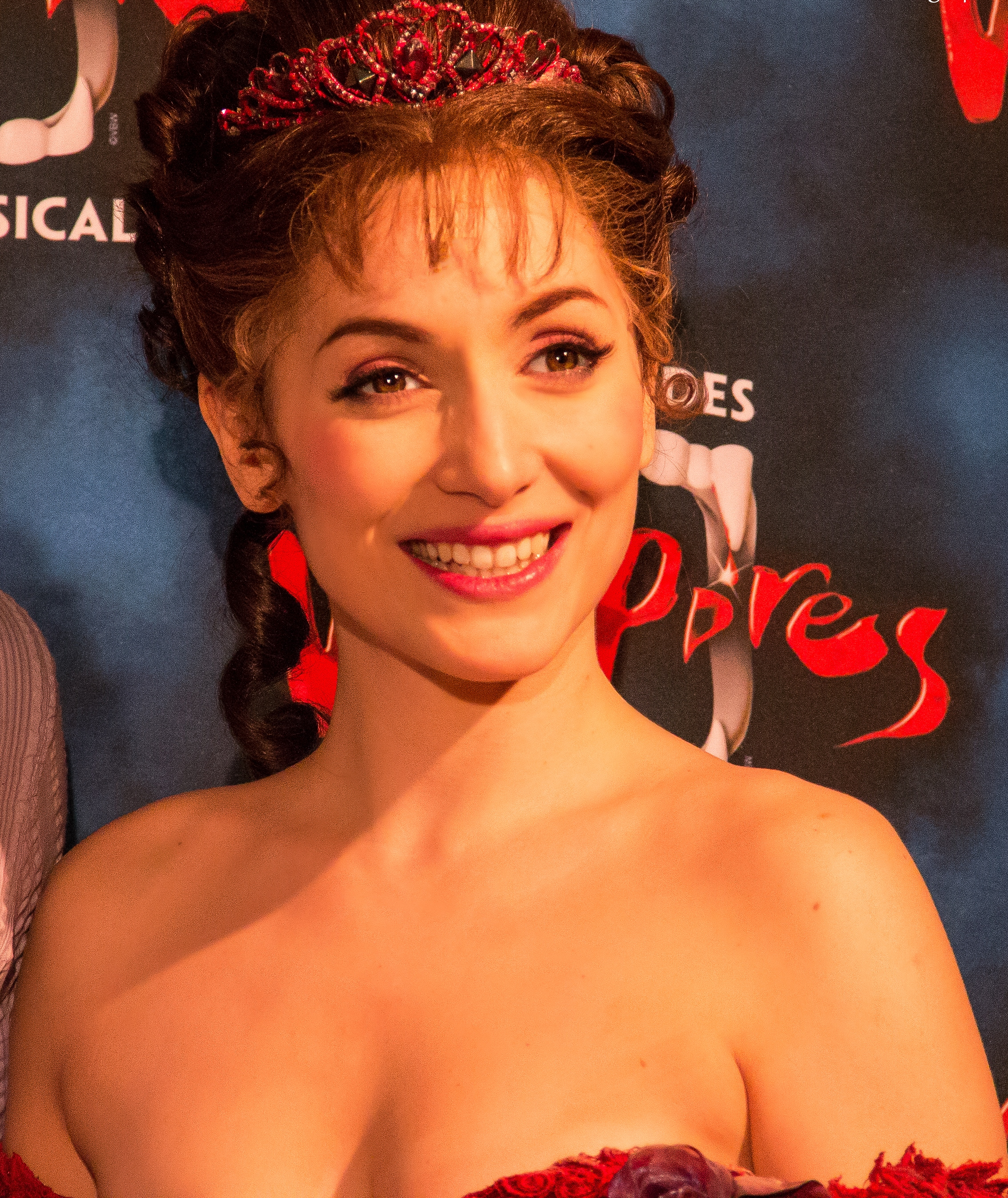
Rafaëlle Cohen dans Le Bal des vampires, en 2015.

- David Alexis : Professeur Abronsius
- Sinan Bertrand : Herbert Von Krolock
- Moniek Boersma : Magda
- Daniele Carta Mantiglia : Alfred
- Rafaëlle Cohen : Sarah
- Stéphane Métro : Comte Von Krolock
- Guillaume Geoffroy : Koukol
- Solange Milhaud : Rebecca
- Pierre Samuel : Chagal, doublure Professeur Abronsius

#### Ensemble
- Bart Aerts
- Alexandre Bernot : Swing
- Ludivine Bigéni : Doublure Magda
- Christophe Borie : Doublure Chagal
- Pascale Moe Bruderer
- Pierre Antoine Brunet : Swing, Doublure Herbert
- Hélène Buannic : Swing
- Fabrice Cazaux : Dance Captain
- Luna Chiquerille
- Florian Cléret : Swing, Doublure Alfred
- Emmanuelle Guélin
- Constantino Imperatore
- Ana Ka : Swing, doublure Sarah
- Alyzée Lalande : Doublure Sarah
- Elsa Leforestier : Swing
- Joana Mendel : Doublure Rebecca
- Kevin Meunier : Doublure Krolock
- Marcella Morelli
- Sandra Pericou
- Roman Rachline
- Matteo Reggiori
- Olivier Rey : Doublure Chagal et Professeur Abronsius
- Sandrine Seubille : Doublure Magda
- Manon Taris : Doublure Sarah
- Stoyan Zmarzlik
- Kirill Zolygin : Doubure Comte Von Krolock
- Mike Zubi : Doublure Alfred

### Chansons françaises

#### Acte I
- Ouverture, Orchestre
- Hé, Ho, Hé, Professeur!, Alfred
- De l'ail, Rebecca, Magda, Chagal, Villageois
- Dieu m'a donné une fille, Chagal
- Je crois qu'on m'a souri..., Alfred, Sarah, Chagal, Rebecca, Magda, Professeur Abronsius, Voix des Vampires
- Je t'attends, Comte Von Krolock, Sarah, Voix des Vampires
- Tout est si clair, Chagal, Rebecca, Magda, Koukol
- La logique et la science, Professeur Abronsius, Chagal, Magda, Rebecca
- Vous êtes vraiment un ange, Alfred, Sarah
- Invitation au bal, Comte von Krolock, Sarah
- Le grand air, Sarah, Alfred
- Les bottines rouges, Sarah, Comte Von Krolock
- La prière, Rebecca, Magda, Alfred, Sarah, Comte Von Krolock, Ensemble
- La fuite de Sarah, Chagal, Rebecca
- Wuscha Busha, Villageois, Bûcherons, Abronsius, Alfred, Rebecca, Magda
- La mort vous change un homme, Magda
- La vérité si je meurs, Chagal
- Devant le château, Comte Von Krolock, Professeur Abronsius, Alfred, Herbert
- Crois en moi!, Comte Von Krolock, Alfred

#### Acte II
- Cette nuit restera éternelle, Portraits des Ancêtres, Sarah, Comte von Krolock
- Carpe Noctem, Vampires
- Une bonne journée, Alfred, Koukol, Professeur Abronsius
- Pour Sarah, Alfred
- Des jours comme ça, Alfred, Professeur Abronsius
- La loi de la nature, Chagal, Magda
- La mort vous change une femme, Magda
- Qu'est-ce que tu veux...!, Chagal, Magda
- Des livres !, Professeur Abronsius, Alfred
- Sarah dans la salle de bains, Alfred, Sarah
- Encore des livres !, Professeur Abronsius
- Quand l'amour est en toi, Alfred, Herbert
- Bien vu Professeur !, Comte Von Krolock, Professeur Abronsius, Alfred
- Longue est la nuit, Vampires
- L'insatiable appétit, Comte von Krolock
- La salle de bal, Comte von Krolock, Vampires
- Cette nuit restera éternelle (reprise), Vampires, Comte Von Krolock, Sarah
- Le grand air (reprise), Alfred, Sarah
- Le bal des vampires (final) Troupe

### Webographie
- (en) « Le Bal des Vampires », sur www.idbd.com.
- « Le Bal des Vampires lève le voile », sur www.regardencoulisse.com.